# Kalaznó
Kalaznó is een plaats (község) en gemeente in het Hongaarse comitaat Tolna. Kalaznó telt 121 inwoners (2022).